# Umbrasas
Umbrasas ist ein litauischer männlicher Familienname.

## Weibliche Formen
- Umbrasaitė (ledig)
- Umbrasienė (verheiratet)

## Namensträger
- Steponas Dainius Umbrasas, Jurist und  Politiker, Vizeminister der Justiz
- Vytautas Umbrasas (*  1957), Politiker, Vizeminister der Verteidigung